# Denis Pankratov
Pour les articles homonymes, voir Pankratov.
Denis Pankratov, né le 4 juillet 1974 à Volgograd dans l'ancienne Union soviétique, est un ancien nageur soviétique et russe.

## Biographie
Il épouse la nageuse Olga Kirichenko.

## Technique
Denis Pankratov s'est longtemps distingué par le temps qu'il passait sous l'eau, avant que la FINA ne limite la phase sous-marine des départs et des virages à quinze mètres. Ainsi, en compétition en bassin de 25 mètres, Pankratov pouvait nager jusqu'à 24 mètres sous l'eau lors du départ, ressortir le temps d'effectuer un unique mouvement de bras, et repartir pour la longueur suivante.

## Palmarès

### Jeux olympiques
- Jeux olympiques de 1996 à Atlanta ( États-Unis) :
  -  Médaille d'or du 100 m papillon
  -  Médaille d'or du 200 m papillon
  -  Médaille d'argent au titre du relais 4 × 100 m 4 nages

### Championnats du monde

#### En grand bassin
- Championnats du monde 1994 à Rome ( Italie) :
  -  Médaille d'or du 200 m papillon
  -  Médaille d'argent au titre du relais 4 × 200 m nage libre
  -  Médaille d'argent au titre du relais 4 × 100 m 4 nages
  -  Médaille de bronze du 100 m papillon

#### En petit bassin
- Championnats du monde 1997 à Göteborg ( Suède) :
  -  Médaille d'argent au titre du relais 4 × 100 m 4 nages

### Championnats d'Europe
- Championnats d'Europe 1993 à Sheffield ( Royaume-Uni) :
  -  Médaille d'or du 200 mètres papillon
  -  Médaille d'or au titre du relais 4 × 100 m 4 nages
  -  Médaille d'argent du 100 mètres papillon

- Championnats d'Europe 1995 à Vienne ( Autriche) :
  -  Médaille d'or du 100 m papillon
  -  Médaille d'or du 200 m papillon
  -  Médaille d'or au titre du relais 4 × 100 m 4 nages